# Alberto Lagos
Alberto Lagos (La Plata, 15 de octubre de 1885 - Buenos Aires, 2 de febrero de 1960) fue un escultor y ceramista argentino.

## Biografía
Su autorretrato escultórico está emplazado en la esquina de las calles Guido y Presidente Roberto M. Ortiz, enfrente mismo al Cementerio de la Recoleta, en el barrio homónimo de Buenos Aires.
Era hijo del ingeniero José Antonio Lagos Galup (director de obras públicas de la provincia de Buenos Aires, socio de Charles Henri Pellegrini, veterano de la guerra del Paraguay y de la campaña del desierto) y de Luisa Rufina Cabrera. Entre sus ancestros se encuentran algunas familias fundadoras de la ciudad de Buenos Aires, Santa Fe y Córdoba en una larga línea de capitanes y conquistadores.
Alberto Lagos fue compañero de Ricardo Güiraldes y Tito Cittadini en el Instituto Libre de Segunda Enseñanza. Con algunos compañeros formó el “Grupo Parera”, que solía reunirse en el taller de Alejandro Bustillo donde hojeaban libros de arte, discutían sobre música y ópera, sobre Baudelaire, Verlaine, Rimbaud, Rubén Darío o Mallarmé y comentaban las novedades de la patria y de Europa.

Estudió en la Facultad de Arquitectura hasta que el escultor catalán Torcuato Tasso al ver sus dibujos le propuso dedicarse a la escultura. En 1909 el gobierno de la provincia de Buenos Aires le otorgó una beca con la cual viajó a París a encontrarse con sus amigos artistas, que incluían a figuras como Diego Rivera, llevando una vida bohemia.
Artistas argentinos y mexicanos solían reunirse en La Rotonde, café frecuentado por Modigliani, Picasso, Soutine y Braque.

Estudió con el escultor Victor Segoffin y trataba de imitar a Rodin. Buscaba la armonía, el orden, el equilibrio y el clasicismo dentro del romanticismo.
En 1911 su obra De Profundis fue distinguida con una mención honorífica en el Salon des Artistes Français, por lo que a su vuelta a Buenos Aires le encargaron el monumento a Falcón. Su Indio Tehuelche fue premiado en San Francisco, California, con medalla de oro y en Buenos Aires con el primer premio en el Salón del Retiro de 1914. Volvió a París hasta 1917 y viajó a España ya casado con Clelia Noceti, con quien tuvo una hija. Allí trabajó junto a Joaquín Sorolla y a su vuelta en Buenos Aires presentó su segunda exposición individual en el Pabellón Argentino, presentando sus piezas Antígona, Medusa, Gorgona, Faunesa, La avispa y La senda.
Lo nombraron profesor de escultura en la Academia de Bellas Artes y de dibujo en la Escuela Nacional de Artes Decorativas de Buenos Aires. En París integró el “Nouveau Groupe” junto a los escultores = Paul Landowski y Paul Paulin con mucho éxito en sus exposiciones, incluyendo la Exposición Internacional, la de la sociedad L’Eclectique y la del Museo Galliéra, en donde el gobierno francés adquirió su cabeza Dolorosa para el Museo de Luxemburgo.

Volvió a Buenos Aires para hacer su tercera exposición en el Museo de Bellas Artes en 1926, donde presentó los retratos de Enrique Larreta, Pedro Chutró, Carlos Reyles y Ninon Vallin.
En la exposición de 1926, en los salones del Retiro, su pieza El gran arquero de San Sebastián le abrió la posibilidad de realizar grandes monumentos. Le encargaron el monumento a Ramón Lorenzo Falcón en la entrada de la Recoleta y al Arquero en los jardines de Avenida Libertador, la estatua de George Canning, por la cual lo condecoró la Corona británica, Luis María Drago, José Evaristo Uriburu, Jean Mermoz, el monumento al Inmigrante, los grupos del Instituto Bernasconi, los relieves del Automóvil Club Argentino, relieves en La Plata y el monumento a los cadetes chilenos víctimas de la Tragedia de Alpatacal.

La Dirección Nacional de Bellas Artes le otorgó el Gran Premio de Escultura en 1935.
Fue miembro de la Comisión Nacional de Bellas Artes, de la Dirección Nacional de Bellas Artes, de la Academia Nacional de Bellas Artes, del directorio del Teatro Colón, profesor de la Escuela Nacional de Bellas Artes Prilidiano Pueyrredón, profesor de la Escuela Superior de Bellas Artes de la Nación Ernesto de la Cárcova y presidente de la Sociedad de Acuarelistas, Pastelistas y Grabadores.
Poseía una extensísima biblioteca dedicada a un solo tema: la cocina, con libros en distintos idiomas, de distintos siglos, manuscritos o impresos, ya que era un eximio cocinero y un gran gourmet.
Alberto Lagos fue abuelo del también fallecido cocinero Gato Dumas.